# Au-Haidhausen
Au-Haidhausen is een stadsdeel (Duits: Stadtbezirk) van de Duitse stad München, deelstaat Beieren. Au-Haidhausen iets ten zuidoosten van het stadscentrum waarvan het door de Isar gescheiden wordt, wordt ook aangeduid als Stadtbezirk 05. Daarbij ligt Au lager in het rivierdal, en Haidhausen iets hoger dan Au.
Eind 2018 woonden er in het 4,22 km² grote Stadtbezirk 61.356 inwoners. De omliggende stadsdelen zijn in het noorden Bogenhausen, in het oosten Berg am Laim, in het zuiden Obergiesing en lager in het rivierdal Untergiesing en aan de andere kant van de rivier in het westen Ludwigsvorstadt-Isarvorstadt en Altstadt-Lehel. De noordelijke grens wordt gevormd door de Prinzregentenstraße, een van de verkeersaders van de stad.
Het stadsdeel bestaat uit de volgende zes wijken, in klokwijzerzin van noord naar zuid:
1. Maximimilianeum
2. Steinhausen
3. Haidhausen-Nord
4. Haidhausen-Süd
5. Obere Au
6. Untere Au

Au en Haidhausen waren vroeger afzonderlijke gemeentes, gegroeid uit de verblijfplaatsen van ambachtslieden en dagarbeiders aan de poorten van München. Het gebied was de vestigingsplaats van een groot aantal brouwerijen en verbruikszalen, omdat men goede locaties voor diepe putten en opslagkelders vond op de rechteroever van de Isar. Vandaar ook de naam "Keller" voor de grote brouwerij-restaurants. In de buurt van Rosenheimer Platz op de Rosenheimer Straße was voor de Tweede Wereldoorlog de Bürgerbräukeller een van de bekendste locaties, zelfs voor het de plaats werd van de eerste moordaanslag op Adolf Hitler. Na de verhuizing van het Staatliches Hofbräuhaus in München van Haidhausen naar Riem in 1988, bleef evenwel slechts een van de grote brouwerijen van München, Paulaner, in Au. In Haidhausen zijn de laatste relikwieën van de grote brouwerijen de Hofbräukeller en de Unionsbräu, die beide slechts delen van vroeger grote brouwerijen zijn, in gebruikt als restaurants.
In de wijk Maximilianeum is de Beierse Landdag gevestigd. In Haidhausen is de Klinikum rechts van de Isar gelegen, een universitair ziekenhuis verbonden met de Technische Universität München en heeft de Münchner Philharmoniker een plaats gevonden in het grote culturele centrum Gasteig met een grote concertzaal met 2.572 zitplaatsen.
Haidhausen wordt ontsloten door het gecombineerde trein- en metrostation München Ost, het metrostation Max-Weber-Platz op de U4- en U5-metrolijn van de U-Bahn van München. Verder noordwestwaarts heeft de U4 op de grens van het stadsdeel een halte aan het station Prinzregentenplatz. Au wordt bediend door het station Kolumbusplatz door de U1- en U2-metrolijn (en de versterkingslijnen U7 en U8).
Allach-Untermenzing · 
Altstadt-Lehel · 
Au-Haidhausen · 
Aubing-Lochhausen-Langwied · 
Berg am Laim · 
Bogenhausen · 
Feldmoching-Hasenbergl · 
Hadern · 
Laim · 
Ludwigsvorstadt-Isarvorstadt · 
Maxvorstadt · 
Milbertshofen-Am Hart · 
Moosach · 
Neuhausen-Nymphenburg · 
Obergiesing-Fasangarten · 
Pasing-Obermenzing · 
Ramersdorf-Perlach · 
Schwabing-Freimann · 
Schwabing-West · 
Schwanthalerhöhe · 
Sendling · 
Sendling-Westpark · 
Thalkirchen-Obersendling-Forstenried-Fürstenried-Solln · 
Trudering-Riem · 
Untergiesing-Harlaching